# جون بيكون (سياسي)
جون بيكون هو قاضي ومحامي وسياسي أمريكي، ولد في 5 أبريل 1738 في كانتربوري في الولايات المتحدة، وتوفي في 25 أكتوبر 1820 في Stockbridge, Massachusetts ‏ في الولايات المتحدة. نشط حزبياً في الحزب الجمهوري الديمقراطي. وقد انتخب عضو مجلس نواب ماساتشوستس ‏ وانتخب عضو مجلس النواب الأمريكي ‏.

## وصلات خارجية
- جون بيكون على موقع الموسوعة البريطانية (الإنجليزية)